# Kassel School of Medicine
Die Kassel School of Medicine ist ein 2013 gegründeter Anbieter eines medizinischen Studienganges im nordhessischen Kassel.
Im Rahmen einer Kooperation des Klinikums Kassel mit der University of Southampton wird ein nach britischem Muster bilinguales, fünfjähriges Medizinstudium angeboten, das mit dem Bachelorgrad abschließt. Die Studierenden sind dabei an der University of Southampton immatrikuliert und verbringen dort wesentliche Teile des Studiums. Die ersten Studierenden wurden im Wintersemester 2013/14 immatrikuliert. 
Ursprünglich sollte die Kassel School of Medicine bereits im Oktober 2010 errichtet werden. Das Projekt wurde jedoch mehrmals verschoben, u. a. galten die mit jährlich zirka 12.000 Euro angesetzten und im Jahr 2021 auf 18.000 € angestiegenen Studiengebühren vor allem den zuständigen Kommunalpolitikern von SPD und Bündnis 90/Die Grünen damals als "zu hoch" und "sozial unausgewogen". Dennoch beschloss der Aufsichtsrat der Gesundheit Nordhessen Holding (GNH), kommunaler Zweckverband und Träger, am 9. März 2011 die Gründung der Einrichtung mit breiter Mehrheit.
Jährlich werden ca. 24 bis maximal 30 Studierende an der Kassel School of Medicine eingeschrieben.